# Neoapaloxylon mandrarense
Neoapaloxylon mandrarense är en ärtväxtart som beskrevs av Du Puy och Raymond Rabevohitra. Neoapaloxylon mandrarense ingår i släktet Neoapaloxylon och familjen ärtväxter. Inga underarter finns listade i Catalogue of Life.